# Laurent Jorio
Laurent Jorio est un designer français, né le 1er janvier 1973  à Bouaké (Côte d'Ivoire). 

## Biographie
En 1999, alors qu'il était étudiant à Créapole, Laurent Jorio a créé la face française des pièces françaises de 10, 20 et 50 centimes d'euro en modernisant la Semeuse d'Oscar Roty.